# 3.ª Escuadra de Caza
La 3ª Escuadra de Caza (Jagd-Geschwader. 3 “Udet”) fue una unidad militar de la Luftwaffe durante la Segunda Guerra Mundial.

## Historia
Formada el 1 de mayo de 1939 en Bernburg/Saale desde el Grupo de Estado Mayor/231° Escuadra de Caza. Disuelta el 8 de mayo de 1945.

## Comandantes de Escuadra
- Teniente coronel Max Ibel – (1 de mayo de 1939 – 26 de septiembre de 1939)
- Coronel Karl Vieck – (26 de septiembre de 1939 – 21 de agosto de 1940)
- Coronel Günther Lützow – (21 de agosto de 1940 – 11 de agosto de 1942)
- Mayor Wolf-Dietrich Wilcke – (12 de agosto de 1942 – 23 de marzo de 1944)
- Mayor Friedrich-Karl "Tutti" Müller – (24 de marzo de 1944 – 29 de mayo de 1944)
- Mayor Heinrich Bär – (1 de junio de 1944 – 13 de febrero de 1945)
- Mayor Werner Schröer – (14 de febrero de 1945 – 8 de mayo de 1945)

## Pilotos de la Escuadra
- Teniente coronel Max Ibel voló su Bf 109F <<<+.
- Teniente coronel Karl Vieck voló su Bf 109F <<<+.
- Teniente coronel Günther Lützow voló su Bf 109F, Bf 109G y el Bf 109F-2 <<<+.
- Mayor Wolf-Dietrich Wilcke voló su Bf 109F-2 <<<+, voló un Bf 109F-2, Bf 109G-2 y el Bf 109G-2/R6 <-+-, un Bf 109G-6 y el Bf 109G <1-+- (agosto de 1942 hasta su muerte el 23 de marzo de 1944).
- Mayor Friedrich-Karl Müller voló su Bf 109G <-+-.
- Mayor Heinrich Bär voló su Bf 109G y el Bf 109K <<<+.
- Mayor Werner Schröer voló su Bf 109G y el Bf 109K <<<+.

## Grupo de Estado Mayor (Stab)
Formada el 1 de mayo de 1939 en Bernburg/Saale desde el Grupo de Estado Mayor/231° Escuadra de Caza.

## Bases
| 1 de mayo de 1939 – 26 de agosto de 1939           | Bernburg/Saale                   | Bf 109E                  |
| 26 de agosto de 1939 – 30 de septiembre de 1939    | Brandis                          | Bf 109E                  |
| 1 de octubre de 1939 – octubre de 1939             | Münster-Handorf                  | Bf 109E                  |
| Octubre de 1939 – 3 de junio de 1940               | Zerbst                           | Bf 109E                  |
| 4 de junio de 1940 – 25 de junio de 1940           | Valheureux*                      | Bf 109E                  |
| 1 de agosto de 1940 – agosto de 1940               | Colembert                        | Bf 109E                  |
| Agosto de 1940 – 23 de septiembre de 1940          | Wierre au Bois                   | Bf 109E                  |
| 23 de septiembre de 1940 – 16 de febrero de 1941   | Desvres                          | Bf 109E                  |
| 16 de febrero de 1941 – 4 de mayo de 1941          | Mannheim-Sandhofen               | Bf 109E y el Bf 109F     |
| 5 de mayo de 1941 – 8 de junio de 1941             | St. Pol-Brias                    | Bf 109F                  |
| 8 de junio de 1941 – 18 de junio de 1941           | Breslau-Gandau                   | Bf 109F                  |
| 18 de junio de 1941 – 30 de junio de 1941          | Hostynne-Zamocs                  | Bf 109F                  |
| 30 de junio de 1941 – 9 de julio de 1941           | Luzk                             | Bf 109F                  |
| 9 de julio de 1941 – 17 de julio de 1941           | Polonnoje                        | Bf 109F                  |
| 17 de julio de 1941 – 28 de julio de 1941          | Berditschev                      | Bf 109F                  |
| 28 de julio de 1941 – 2 de septiembre de 1941      | Bjelaja-Zerkov                   | Bf 109F                  |
| 2 de septiembre de 1941 – 27 de septiembre de 1941 | Alexandrija                      | Bf 109                   |
| 27 de septiembre de 1941 – 1 de octubre de 1941    | Konotop                          | Bf 109F                  |
| 1 de octubre de 1941 – 4 de octubre de 1941        | Seschtschinskaya                 | Bf 109F                  |
| 4 de octubre de 1941 – 11 de octubre de 1941       | Schatalovka                      | Bf 109F                  |
| 11 de octubre de 1941 – 24 de octubre de 1941      | Juchnov                          | Bf 109F                  |
| 24 de octubre de 1941 – 8 de noviembre de 1941     | Malojaroslavjez                  | Bf 109F                  |
| 9 de noviembre de 1941 – 15 de mayo de 1942        | Wiesbaden-Erbenheim              | Bf 109F-2 y el Bf 109G** |
| 19 de mayo de 1942 – 19 de mayo de 1942            | Charkov-Rogan-Ost*               | Bf 109F y el Bf 109G     |
| 19 de mayo de 1942 – 28 de mayo de 1942            | Tschugujev                       | Bf 109F y el Bf 109G     |
| 28 de mayo de 1942 – 26 de junio de 1942           | Charkov-Rogan-Ost                | Bf 109F y el Bf 109G     |
| 26 de junio de 1942 – 4 de julio de 1942           | Schtschigry                      | Bf 109F y el Bf 109G     |
| 4 de julio de 1942 – 12 de julio de 1942           | Gortschetnoje                    | Bf 109G                  |
| 12 de julio de 1942 – 16 de julio de 1942          | Olchovatka                       | Bf 109G                  |
| 16 de julio de 1942 – 22 de julio de 1942          | Mílerovo-Nord                    | Bf 109G                  |
| 22 de julio de 1942 – 28 de julio de 1942          | Novy-Cholan                      | Bf 109G                  |
| 28 de julio de 1942 – 10 de agosto de 1942         | Frolov                           | Bf 109G                  |
| 10 de agosto de 1942 – 13 de septiembre de 1942    | Tusov                            | Bf 109F-2                |
| 13 de septiembre de 1942 – 20 de noviembre de 1942 | Pitomnik (Stalingrado) Bf 109F-2 |                          |
| 20 de noviembre de 1942 – 23 de diciembre de 1942  | Morosovskaja-West                | Bf 109F-2                |
| 23 de diciembre de 1942 – 3 de enero de 1943       | Morosovskaja-Süd                 | Bf 109F-2                |
| 3 de enero de 1943 – 28 de febrero de 1943         | Tazinskaja                       | Bf 109G-2                |
| 1 de marzo de 1943 – mayo de 1943                  | Anapa (Mar Negro)                | Bf 109G-2/R-6            |
| 13 de mayo de 1943 – 6 de septiembre de 1943       | Mönchen-Gladbach                 | Bf 109G-6                |
| 6 de septiembre de 1943 – 8 de noviembre de 1943   | Rheinberg                        | Bf 109G-6                |
| 8 de noviembre de 1943 – 27 de febrero de 1944     | Neubiberg                        | Bf 109G-6                |
| 29 de febrero de 1944 – 6 de junio de 1944         | Salzvedel                        | Bf 109G                  |
| 7 de junio de 1944 – 5 de julio de 1944            | Evreux                           | Bf 109G                  |
| 6 de julio de 1944 – 11 de julio de 1944           | St. André                        | Bf 109G                  |
| 12 de julio de 1944 – agosto de 1944               | Dreux                            | Bf 109G                  |
| Agosto de 1944 – octubre de 1944                   | Reinsehlen                       | Bf 109G                  |
| Octubre de 1944 – noviembre de 1944                | Erfurt-Bindersleben              | Bf 109G                  |
| Noviembre de 1944 – enero de 1945                  | Störmede                         | Bf 109G                  |
| 22 de enero de 1945 – 15 de febrero de 1945        | Stettin-Altdamm                  | Bf 109G y el Bf 109K     |
| 15 de febrero de 1945 – abril de 1945              | Pasevalk/Franzfelde              | Bf 109G y el Bf 109K     |
| Abril de 1945 – mayo de 1945                       | Finov                            | Bf 109G y el Bf 109K     |
| Mayo de 1945 – 8 de mayo de 1945                   | Leck                             | Bf 109G y el Bf 109K     |

1.- *Probablemente seguido del II Grupo/3.ª Escuadra de Caza durante julio de 1940.

2.- ** Parte del Grupo de Estado Mayor voló desde Bari durante enero de 1942 – febrero de 1942.

## Comandantes de escuadra
- Mayor Otto Heinrich von Houwald – (1 de mayo de 1939 – 31 de octubre de 1939)
- Capitán Günther Lützow – (3 de noviembre de 1939 – 21 de agosto de 1940)
- Teniente coronel Lothar Keller (suplente) – (24 de agosto de 1940 – 27 de agosto de 1940)
- Capitán Hans von Hahn – (27 de agosto de 1940 – 15 de enero de 1942)
- Capitán Georg Michalek – (1 de marzo de 1942 – agosto de 1942)
- Mayor Klaus Quaet-Faslem – (18 de agosto de 1942 – 30 de enero de 1944)
- Teniente coronel Helmut Mertens (suplente) – (2 de octubre de 1942 – 2 de noviembre de 1942)
- Capitán Joachim von Wehren – (1 de febrero de 1944 – 7 de febrero de 1944)
- Capitán Josef Haiböck – (8 de febrero de 1944 – 25 de febrero de 1944)
- Mayor Dr. Langer (suplente) – (25 de febrero de 1944 – 11 de abril de 1944)
- Capitán Helmut Mertens – (14 de abril de 1944 – 30 de junio de 1944)
- Capitán Ernst Laube – (1 de julio de 1944 – 30 de octubre de 1944)
- Capitán Horst Haase – (30 de octubre de 1944 – 26 de noviembre de 1944)
- Capitán Albert Wirges – (27 de noviembre de 1944 – 2 de diciembre de 1944)
- Teniente coronel Alfred Siedl – (diciembre de 1944 – 31 de marzo de 1945)

## Pilotos de la escuadra
- Mayor Otto Heinrich von Houwald voló su Bf 109E-1 <<+, (1 de mayo de 1939 – 31 de octubre de 1939).
- Capitán Günther "Franzl" Luetzow voló su Bf 109E-1 <<+, (3 de noviembre de 1939 – 21 de agosto de 1940), en Zerbst (3 de noviembre de 1939 – 21 de agosto de 1940), voló su Bf 109E-3 en la base de Peppenhofen, (3 de noviembre de 1939 – 21 de agosto de 1940), voló su Bf 109E-4 <◁+, en Berneuil, el 6 de junio de 1940.
- Teniente coronel Helmut Rau voló su Bf 109E-4 4+.
- Teniente coronel Helmut Tiedmann voló su Bf 109E-4 13+, en Brombos.
- Teniente Heinz Schnabel voló su Bf 109E-4 6+, en Etrepagny-les-Andelys.
- Teniente coronel Lothar Keller voló su Bf 109E-4 <◁+, Colembert, el 24 de agosto de 1940 – 27 de agosto de 1940.
- Capitán Hans von Hahn voló su Bf 109E-4 <◁+, Colembert, agosto de 1940, el Bf 109F-2 <◁+, Lutsk, el 6 de julio de 1941.
- Technischer offizier Detlev Rohwer voló su Bf 109F-2 <O+, Breslau-Gandau.
- Teniente coronel Robert Olejnik voló su Bf 109F-2 7+, (W.Nr.4148) en Lutsk.
- Teniente coronel Helmut Meckel voló su Bf 109F-2 7+, en Lutsk, voló su Bf 109G-6 3+, en Wunstorf.
- Sargento Heinz Schmidt voló su Bf 109F-2 4+, (W.Nr.8980) en Berditschev.
- Capitán Georg Michalek voló su Bf 109F-4Z/Trop <◁+, en Tschugujev (1 de marzo de 1942 – agosto de 1942), el Bf 109F en Morosovskaja.
- Sargento Ernst Durkopp voló su Bf 109F-4Z/Trop 12+, en Tschugujev.
- Teniente coronel Helmut Mertens voló su Bf 109F-4 111+, en Frolov el 1 de agosto de 1942, voló un Bf 109G-6.
- Mayor Klaus Quaet-Faslem voló su Bf 109G-6 <◁+, en Alemania de 1943.
- Sargento Franz Effenberger voló su Bf 109G-6 12+, en Alemania el 8 de octubre de 1943.
- Capitán Joachim von Wehren voló su Bf 109G, en Mönchen-Gladbach (1 de febrero de 1944 – 7 de febrero de 1944).
- Capitán Josef Haiböck voló su Bf 109G, en Mönchen-Gladbach (8 de febrero de 1944 – 25 de febrero de 1944).
- Mayor Dr. Langer voló su Bf 109G-6 <<+, en Burg (25 de febrero de 1944 – 11 de abril de 1944).
- Capitán Ernst Laube voló su Bf 109G-6/AS <<+, en Gütersloh (1 de julio de 1944 – 30 de octubre de 1944).
- Sargento Horst Petzschler voló su Bf 109G-6/AS 14+, en Burg el 13 de agosto de 1944.
- Capitán Horst Haase voló su Bf 109G-6/AS <<+, en Werl (30 de octubre de 1944 – 26 de noviembre de 1944).
- Capitán Albert Wirges voló su Bf 109G-6/AS <<+, Paderborn (27 de noviembre de 1944 – 2 de diciembre de 1944).
- Teniente coronel Alfred Siedl voló su Bf 109G-10 8<<+, en Stettin-Altdamm, Pinnov y Neubrandenburg (diciembre de 1944 – 31 de marzo de 1945).

## Ases de la Escuadra
- Capitán Hans von Hahn un total de 15 derribos en el Bf 109E-4, Francia e Inglaterra, 1940.

Formada el 1 de mayo de 1939 en Zerbst desde el II Grupo/231.ª Escuadra de Caza con:
- Grupo de Estado Mayor/I Grupo/3° Escuadra de Caza desde el Grupo de Estado Mayor/II Grupo/231° Escuadra de Caza
- 1° Escuadra/3° Escuadra de Caza desde la 4° Escuadra/231° Escuadra de Caza
- 2° Escuadra/3° Escuadra de Caza desde la 5° Escuadra/231° Escuadra de Caza
- 3° Escuadra/3° Escuadra de Caza desde la 6° Escuadra/231° Escuadra de Caza

El 15 de enero de 1942 es redesignado al II Grupo/1° Escuadra de Caza:
- Grupo de Estado Mayor/I Grupo/3° Escuadra de Caza como el Grupo de Estado Mayor/II Grupo/1° Escuadra de Caza:
- 1° Escuadra/3° Escuadra de Caza como la 4° Escuadra/1° Escuadra de Caza
- 2° Escuadra/3° Escuadra de Caza como la 5° Escuadra/1° Escuadra de Caza
- 3° Escuadra/3° Escuadra de Caza como la 6° Escuadra/1° Escuadra de Caza

Reformada en enero de 1942 en Wiesbaden-Erbenheim con:
- Grupo de Estado Mayor/I Grupo/3° Escuadra de Caza desde el Grupo de Estado Mayor del Grupo de Entrenamiento Avanzado/3° Escuadra de Caza
- 1° Escuadra/3° Escuadra de Caza desde la Escuadrilla de Entrenamiento Operacional/3° Escuadra de Caza
- 2° Escuadra/3° Escuadra de Caza/Nuevo
- 3° Escuadra/3° Escuadra de Caza/Nuevo

El 10 de septiembre de 1944 el I Grupo/3° Escuadra de Caza fue incrementada con la 4° Escuadra:
- 1° Escuadra/3° Escuadra de Caza/Sin Alterar
- 2° Escuadra/3° Escuadra de Caza/Sin Alterar
- 3° Escuadra/3° Escuadra de Caza/Sin Alterar
- 4° Escuadra/3° Escuadra de Caza/Nuevo

- 4° Escuadra/3° Escuadra de Caza fue disuelta el 19 de febrero de 1945 y el I Grupo/3° Escuadra de Caza fue disuelta el 31 de marzo de 1945.

## Bases
| 1 de mayo de 1939 – 26 de agosto de 1939            | Zerbst                    | Bf 109E-1            |
| 26 de agosto de 1939 – 3 de septiembre de 1939      | Brandis                   | Bf 109E-1            |
| 3 de septiembre de 1939 – 22 de septiembre de 1939  | Schafstädt                | Bf 109E-1            |
| 23 de septiembre de 1939 – 3 de noviembre de 1939   | Merseburg*                | Bf 109E-1            |
| 3 de noviembre de 1939 – 13 de enero de 1940        | Zerbst                    | Bf 109E-1            |
| 13 de enero de 1940 – 5 de febrero de 1940          | Peppenhofen               | Bf 109E-3            |
| 5 de febrero de 1940 – 11 de mayo de 1940           | Bonn-Hangelar**           | Bf 109E-3            |
| 10 de mayo de 1940                                  | Francia                   | Bf 109E-4            |
| 11 de mayo de 1940 – 14 de mayo de 1940             | Elsenborn/Rauhe Knipp     | Bf 109E              |
| 14 de mayo de 1940 – 17 de mayo de 1940             | Hargimont                 | Bf 109E              |
| 17 de mayo de 1940 – 21 de mayo de 1940             | Philippeville             | Bf 109E              |
| 21 de mayo de 1940 – 23 de mayo de 1940             | Cambrai-Niergnies         | Bf 109E              |
| 23 de mayo de 1940 – 24 de mayo de 1940             | Cambrai-Süd               | Bf 109E              |
| 24 de mayo de 1940 – 4 de junio de 1940             | Montecouvez               | Bf 109E              |
| 4 de junio de 1940 – 11 de junio de 1940            | Berneuil                  | Bf 109E-4            |
| 11 de junio de 1940 – 13 de junio de 1940           | Brombos                   | Bf 109E-4            |
| 13 de junio de 1940 – 16 de junio de 1940           | Etrepagny-les-Andelys     | Bf 109E-4            |
| 16 de junio de 1940 – 20 de junio de 1940           | Merville                  | Bf 109E-4            |
| 20 de junio de 1940 – 23 de junio de 1940           | Le Mans                   | Bf 109E-4            |
| 23 de junio de 1940 – 31 de julio de 1940           | Grandvilliers**           | Bf 109E-4            |
| 1 de agosto de 1940 – 20 de septiembre de 1940      | Colembert                 | Bf 109E-4            |
| 20 de septiembre de 1940 – 24 de octubre de 1940    | St. Omer-Wizernes         | Bf 109E-4            |
| 24 de octubre de 1940 – 26 de octubre de 1940       | Cujot                     | Bf 109E-4            |
| 26 de octubre de 1940 – 16 de febrero de 1941       | St. Omer-Wizernes**       | Bf 109E-4            |
| 16 de febrero de 1941 – 5 de mayo de 1941           | Mannheim-Sandhofen        | Bf 109E-4            |
| 5 de mayo de 1941 – 9 de junio de 1941              | St. Pol-Brias             | Bf 109E-4            |
| 9 de junio de 1941 – 18 de junio de 1941            | Breslau-Gandau            | Bf 109E-4/Bf 109F-2  |
| 18 de junio de 1941 – 30 de junio de 1941           | Zamocs-Dub                | Bf 109F-2            |
| 30 de junio de 1941 – 9 de julio de 1941            | Luzk                      | Bf 109F-2            |
| 9 de julio de 1941 – 20 de julio de 1941            | Polonnoje                 | Bf 109F-2            |
| 20 de julio de 1941 – 28 de julio de 1941           | Berditschev               | Bf 109F-2            |
| 28 de julio de 1941 – 2 de septiembre de 1941       | Bjelaja-Zerkov            | Bf 109F              |
| 2 de septiembre de 1941 – 14 de septiembre de 1941  | Alexandrija               | Bf 109F              |
| 14 de septiembre de 1941 – 12 de diciembre de 1942  | Magdeburg-Ost             | Bf 109F              |
| 13 de diciembre de 1941 – 15 de enero de 1942       | Katwijk***                | Bf 109F              |
| Enero de 1942 – 26 de abril de 1942                 | Wiesbaden-Erbenheim       | Bf 109F              |
| 26 de abril de 1942 – 6 de mayo de 1942             | Charkov                   | Bf 109F              |
| 6 de mayo de 1942 – 14 de mayo de 1942              | Zürichtal                 | Bf 109F-4Z/Trop      |
| 14 de mayo de 1942 – 27 de mayo de 1942             | Tschugujev                | Bf 109F-4Z/Trop      |
| 27 de mayo de 1942 – 22 de junio de 1942            | Jaruga (Charkov-Rogan)    | Bf 109F              |
| 23 de junio de 1942 – 4 de julio de 1942            | Schtschigry               | Bf 109F              |
| 4 de julio de 1942 – 15 de julio de 1942            | Gortschetnoje             | Bf 109F              |
| 15 de julio de 1942 – 18 de julio de 1942           | Millerovo                 | Bf 109F              |
| 18 de julio de 1942 – 27 de julio de 1942           | Morosovskaja              | Bf 109F              |
| 27 de julio de 1942 – 10 de agosto de 1942          | Frolov                    | Bf 109F              |
| 10 de agosto de 1942 – 7 de septiembre de 1942      | Tusov                     | Bf 109F              |
| 7 de septiembre de 1942 – 24 de septiembre de 1942  | Novotscherkassk           | Bf 109F/Bf 109G      |
| 24 de septiembre de 1942 – 28 de noviembre de 1942  | Pitomnik****              | Bf 109G              |
| 28 de noviembre de 1942 – 23 de diciembre de 1942   | Morosovskaja-West         | Bf 109G              |
| 23 de diciembre de 1942 – 3 de enero de 1943        | Morosovskaja-Süd          | Bf 109G              |
| 3 de enero de 1943 – 6 de enero de 1943             | Tazinskaja                | Bf 109G              |
| 6 de enero de 1943 – 20 de enero de 1943            | Schachty-Nord             | Bf 109G              |
| 20 de enero de 1943 – febrero de 1943               | Rovenkij                  | Bf 109G              |
| Febrero de 1943 – abril de 1943                     | Döberitz                  | Bf 109G              |
| Abril de 1943 – 31 de agosto de 1943                | Mönchen-Gladbach*****     | Bf 109G              |
| 31 de agosto de 1943 – 21 de octubre de 1943        | Bönninghardt              | Bf 109G              |
| 21 de octubre de 1943 – 9 de enero de 1944          | Vendeville*****           | Bf 109G              |
| 9 de enero de 1944 – 28 de febrero de 1944          | Mönchen-Gladbach*****     | Bf 109G              |
| 28 de febrero de 1944 – 6 de junio de 1944          | Burg (cerca de Magdeburg) | Bf 109G-6            |
| 6 de junio de 1944 – 11 de junio de 1944            | Lippspringe               | Bf 109G-6            |
| 11 de junio de 1944 – 12 de junio de 1944           | Metz                      | Bf 109G-6            |
| 12 de junio de 1944 – 15 de junio de 1944           | Champfleury               | Bf 109G-6            |
| 15 de junio de 1944 – 27 de junio de 1944           | Friéres                   | Bf 109G-6            |
| 27 de junio de 1944 – 8 de julio de 1944            | Wunstorf                  | Bf 109G-6            |
| 8 de julio de 1944 – 31 de julio de 1944            | Gütersloh                 | Bf 109G-6/AS         |
| 1 de agosto de 1944 – 13 de agosto de 1944          | Burg (cerca de Magdeburg) | Bf 109G-6/AS         |
| 13 de agosto de 1944 – 18 de septiembre de 1944     | Borkheide                 | Bf 109G-6/AS         |
| 18 de septiembre de 1944 – 27 de septiembre de 1944 | Dortmund                  | Bf 109G-6/AS         |
| 27 de septiembre de 1944 – 4 de octubre de 1944     | Borkheide                 | Bf 109G-6/AS         |
| 4 de octubre de 1944 – 18 de noviembre de 1944      | Erfurt-Bindersleben       | Bf 109G-6/AS         |
| 18 de noviembre de 1944 – 24 de noviembre de 1944   | Werl                      | Bf 109G-6/AS         |
| 24 de noviembre de 1944 – 22 de enero de 1945       | Paderborn                 | Bf 109G-6/AS         |
| 22 de enero de 1945 – 10 de febrero de 1945         | Stettin-Altdamm           | Bf 109G-10/Bf 109K-4 |
| 10 de febrero de 1945 – 3 de marzo de 1945          | Pinnov                    | Bf 109G-10/Bf 109K-4 |
| 3 de marzo de 1945 – 31 de marzo de 1945            | Neubrandenburg            | Bf 109G-10/Bf 109K-4 |

1.- *2° Escuadra/3° Escuadra de Caza en Zerbst el 18 de octubre de 1939 – 13 de enero de 1940.

2.- **1° Escuadra/3° Escuadra de Caza en Giessen el 10 de febrero de 1940 – 24 de febrero de 1940, y en Peppenhofen el 9 de mayo de 1940 – 11 de mayo de 1940; 2° Escuadra/3° Escuadra de Caza en Giessen el 11 de marzo de 1940 – 26 de marzo de 1940, Fráncfort del Meno-Rebstock el 4 de abril de 1940 – 9 de abril de 1940, Fráncfort del Meno-Rin/Meno el 9 de abril de 1940 – 24 de abril de 1940, y en Vogelsang el 9 de mayo de 1940 – 11 de mayo de 1940; 3° Escuadra/3° Escuadra de Caza en Giessen el 24 de febrero de 1940 – 11 de marzo de 1940, Wiesbaden-Erbenheim el 4 de abril de 1940 – 6 de mayo de 1940, y en Dünstekoven el 6 de mayo de 1940 – 11 de mayo de 1940; una escuadra en Dieppe el 6 de julio de 1940 – 1 de agosto de 1940; 3° Escuadra/3° Escuadra de Caza en Bergen-aan-Zee, 5 de diciembre de 1940 – diciembre de 1940.

3.- ***2° Escuadra/3° Escuadra de Caza en Vlissingen el 13 de diciembre de 1941 – 15 de enero de 1942.

4.- ****Parte del I Grupo/3° Escuadra de Caza sirvió como Platzschutzstaffel en Pitomnik (Bolsa de Stalingrado), 19 de noviembre de 1942 – 17 de enero de 1943.

5.- *****Destacamento en Woensdrecht en junio de 1943 – 28 de julio de 1943, Denain el 19 de diciembre de 1943 – 9 de enero de 1944 y en Volkel el 13 de febrero de 1944 – 28 de febrero de 1944.

## Comandantes de Escuadra
- Capitán Erich von Selle – (1 de febrero de 1940 – 30 de septiembre de 1940)
- Capitán Erich Woitke (suplente) – (1 de octubre de 1940 – 23 de noviembre de 1940)
- Capitán Lothar Séller – (24 de noviembre de 1940 – 26 de junio de 1941)
- Capitán Gordon Gollob – (27 de junio de 1941 – 20 de noviembre de 1941)
- Capitán Karl-Heinz Kart – (21 de noviembre de 1941 – 14 de abril de 1942)
- Mayor Kurt Brändle – (15 de abril de 1942 – 3 de noviembre de 1943)
- Capitán Heinrich Sannemann (suplente) – (3 de noviembre de 1943 – noviembre de 1943)
- Capitán Wilhelm Lemke – (noviembre de 1943 – 4 de diciembre de 1943)
- Capitán Heinrich Sannemann (suplente) – (4 de diciembre de 1943 – enero de 1944)
- Capitán Detlev Rohwer – (febrero de 1944 – 30 de marzo de 1944)
- Capitán Heinrich Sannemann (suplente) – (30 de marzo de 1944 – 22 de abril de 1944)
- Capitán Hermann Freiherr Kap-Herr – (22 de abril de 1944 – 24 de abril de 1944)
- Teniente Leopold Münster (suplente) – (24 de abril de 1944 – 1 de mayo de 1944)
- Capitán Gustav Frielinghaus – (1 de mayo de 1944 – 25 de junio de 1944)
- Capitán Hans-Ekkehard Bob – (25 de junio de 1944 – julio de 1944)
- Capitán Herbert Kutscha – (julio de 1944 – 25 de noviembre de 1944)
- Capitán Gerhard Baeker – (25 de noviembre de 1944 – 8 de mayo de 1945)

## Pilotos de la Escuadra
- Capitán Erich von Selle voló su Bf 109E-1 <<+-.
- Teniente coronel Franz von Werra voló su Bf 109E-4 <+- (Estrellándose en Kent el 5 de septiembre de 1940).
- Capitán Erich Woitke voló su Bf 109E-4 <<+-, Arques en 1940.
- Capitán Lothar Keller voló su Bf 109E-4 y un Bf 109F <<+-, 1941.
- Capitán Gordon Gollob voló su Bf 109F-2 <<+-, 1941.
- Teniente coronel Heinrich Sannemann voló su Bf 109F-2 1+-, 1941, voló un Bf 109G-6 <<+-, 1943.
- Capitán Karl-Heinz Krahl voló su Bf 109F <<+-, 1942, el mismo año voló su Bf 109F-4/Z Trop <<+- (Wk.Nr.8665) y en el mismo modelo <<+- (Wk.Nr.8784) fue derribado por fuego AA sobre Malta al volar a muy bajo altura en Luqa el 14 de abril de 1942.
- Sargento Franz Schwaiger voló su Bf 109F-4/Z Trop 3+- “Gisela” (Castel Benito, Libia - febrero).
- Capitán Kurt Brändle voló su Bf 109F-4 <<+-, 1942.
- Capitán Wilhelm Lemke voló su Bf 109G-6 <<+-, 1943.
- Capitán Detlev Rohwer voló su Bf 109G <<+-, 1943.
- Capitán Hermann Freiherr Kap-Herr voló su Bf 109G <<+-, 1944.
- Capitán Gustav Frielinghaus voló su Bf 109G <<+-, 1944.
- Capitán Hans-Ekkehard Bob voló su Bf 109G <<+-, 1944.
- Capitán Herbert Kutscha voló su Bf 109G <<+-, 1944, voló un Bf 109K <<+-.
- Capitán Gerhard Baeker voló su Bf 109G y el Bf 109K <<+-, 1945.

## Ases de la Escuadra
- Sargento Franz Schwaiger un total de 58 derribos en el Bf 109F-4Z/Trop, febrero de 1942.

Formada el 1 de febrero de 1940 en Zerbst con:
- Grupo de Estado Mayor/II Grupo/3° Escuadra de Caza/Nuevo
- 4° Escuadra/3° Escuadra de Caza/Nuevo
- 5° Escuadra/3° Escuadra de Caza/Nuevo
- 6° Escuadra/3° Escuadra de Caza/Nuevo

El 15 de agosto de 1944 es incrementado a una 4° Escuadra:
- Grupo de Estado Mayor/II Grupo/3° Escuadra de Caza/Sin alterar
- 5° Escuadra/3° Escuadra de Caza/Sin alterar
- 6° Escuadra/3° Escuadra de Caza/Sin alterar
- 7° Escuadra/3° Escuadra de Caza desde la antigua 4° Escuadra/3° Escuadra de Caza
- 8° Escuadra/3° Escuadra de Caza desde la 4° Escuadra/52° Escuadra de Caza

El 25 de noviembre de 1944 el II Grupo/3° Escuadra de Caza fue redesignada al I Grupo/7° Escuadra de Caza:
- Grupo de Estado Mayor/II Grupo/3° Escuadra de Caza como Grupo de Estado Mayor/I Grupo/7° Escuadra de Caza
- 5° Escuadra/3° Escuadra de Caza como la 1° Escuadra/7° Escuadra de Caza
- 6° Escuadra/3° Escuadra de Caza fue disuelta
- 7° Escuadra/3° Escuadra de Caza como la 2° Escuadra/7° Escuadra de Caza
- 8° Escuadra/3° Escuadra de Caza como la 3° Escuadra/7° Escuadra de Caza

Reformada el 25 de noviembre de 1944 en Alperstedt desde el II Grupo/7° Escuadra de Caza con:
- Grupo de Estado Mayor/II Grupo/3° Escuadra de Caza desde el Grupo de Estado Mayor/II Grupo/7° Escuadra de Caza

- 5° Escuadra/3° Escuadra de Caza desde la 5° Escuadra/7° Escuadra de Caza
- 6° Escuadra/3° Escuadra de Caza desde la 6° Escuadra/7° Escuadra de Caza
- 7° Escuadra/3° Escuadra de Caza desde la 7° Escuadra/7° Escuadra de Caza
- 8° Escuadra/3° Escuadra de Caza desde la 8° Escuadra/7° Escuadra de Caza

## Bases
| 1 de febrero de 1940 – 19 de mayo de 1940           | Zerbst                        | Bf 109E-1           |
| 19 de mayo de 1940 – 23 de mayo de 1940             | Philippeville                 | Bf 109E-4           |
| 23 de mayo de 1940 – 24 de mayo de 1940             | Cambrai                       | Bf 109E-4           |
| 24 de mayo de 1940 – 4 de junio de 1940             | Montecouvez-Süd               | Bf 109E-4           |
| 4 de junio de 1940 – 13 de junio de 1940            | Valheureux                    | Bf 109E-4           |
| 13 de junio de 1940 – 17 de junio de 1940           | Doudeville                    | Bf 109E-4           |
| 17 de junio de 1940 – 18 de junio de 1940           | Escorpain                     | Bf 109E-4           |
| 18 de junio de 1940 – 23 de junio de 1940           | Le Mans                       | Bf 109E-4           |
| 23 de junio de 1940 – 7 de agosto de 1940           | Brombos                       | Bf 109E-4           |
| 7 de agosto de 1940 – 23 de septiembre de 1940      | Wierre-au-Bois                | Bf 109E-4           |
| 23 de septiembre de 1940 – 19 de febrero de 1941    | Arques                        | Bf 109E-4           |
| 20 de febrero de 1941 – 4 de mayo de 1941           | Darmstadt-Griesheim           | Bf 109E-4           |
| 4 de mayo de 1941 – 8 de junio de 1941              | Monchy-Breton                 | Bf 109E-4           |
| 9 de junio de 1941 – 18 de junio de 1941            | Breslau-Gandau                | Bf 109E-4 & Bf 109F |
| 18 de junio de 1941 – 26 de junio de 1941           | Hostynne                      | Bf 109F             |
| 26 de junio de 1941 – 5 de junio de 1941            | Wlodzimierz                   | Bf 109F-2           |
| 5 de julio de 1941 – 10 de julio de 1941            | Dubno                         | Bf 109F-2           |
| 10 de julio de 1941 – 20 de julio de 1941           | Miropol                       | Bf 109F-2           |
| 20 de julio de 1941 – 23 de julio de 1941           | Berditschev                   | Bf 109F-2           |
| 23 de julio de 1940 – 7 de agosto de 1941           | Bjelaja Zerkov                | Bf 109F-2           |
| 7 de agosto de 1941 – 17 de agosto de 1941          | Signajevka                    | Bf 109F-2           |
| 17 de agosto de 1941 – 20 de agosto de 1941         | Kirovogrado-Nord              | Bf 109F-2           |
| 20 de agosto de 1941 – 1 de septiembre de 1941      | Stschastlivaja                | Bf 109F-2           |
| 1 de septiembre de 1941 – 15 de septiembre de 1941  | Mironovka                     | Bf 109F-2           |
| 15 de septiembre de 1941 – 1 de octubre de 1941     | Krementschug                  | Bf 109F-2           |
| 1 de octubre de 1941 – 13 de octubre de 1941        | Sechtschinskaja               | Bf 109F-2           |
| 16 de octubre de 1941 – noviembre de 1941           | Tschaplinka                   | Bf 109F-2           |
| Noviembre de 1941 – 9 de enero de 1942              | Wiesbaden-Erbenheim           | Bf 109F             |
| 10 de enero de 1942 – 24 de enero de 1942           | Bari                          | Bf 109F-4/Z Trop    |
| 19 de enero de 1942 – 22 de febrero de 1942         | Sciacca                       | Bf 109F-4/Z Trop    |
| 22 de febrero de 1942 – 26 de abril de 1942         | San Pietro*                   | Bf 109F-4/Z Trop    |
| 27 de abril de 1942 – 18 de mayo de 1942            | Pilsen                        | Bf 109F             |
| 19 de mayo de 1942 – 24 de junio de 1942            | Tschugujev                    | Bf 109F             |
| 24 de junio de 1942 – 4 de julio de 1942            | Schtschigry                   | Bf 109F             |
| 4 de julio de 1942 – 10 de julio de 1942            | Gortschetnoje                 | Bf 109F             |
| 10 de julio de 1942 – 15 de julio de 1942           | Marijevka                     | Bf 109F             |
| 15 de julio de 1942 – 21 de julio de 1942           | Millerovo                     | Bf 109F             |
| 21 de julio de 1942 – 27 de julio de 1942           | Novy Cholan                   | Bf 109F-4           |
| 27 de julio de 1942 – 10 de agosto de 1942          | Frolov                        | Bf 109F-4           |
| 11 de agosto de 1942 – 23 de agosto de 1942         | Tusov                         | Bf 109F-4 & Bf 109G |
| 24 de agosto de 1942 – 12 de septiembre de 1942     | Königsberg-Neuhausen          | Bf 109F & Bf 109G   |
| 12 de septiembre de 1942 – 27 de septiembre de 1942 | Dedjurevo                     | Bf 109G             |
| 27 de septiembre de 1942 – 5 de noviembre de 1942   | Solís                         | Bf 109G             |
| 5 de noviembre de 1942 – 9 de diciembre de 1942     | Smolensk                      | Bf 109G             |
| 12 de diciembre de 1942 – 23 de diciembre de 1942   | Morosovskaja**                | Bf 109G             |
| 23 de diciembre de 1942 – 3 de enero de 1943        | Morosovskaja-Süd              | Bf 109G             |
| 3 de enero de 1943 – 5 de enero de 1943             | Tazinskaja                    | Bf 109G             |
| 5 de enero de 1943 – enero de 1943                  | Schachty                      | Bf 109G             |
| Enero de 1943 – 6 de febrero de 1943                | Rovenkij                      | Bf 109G             |
| 6 de febrero de 1943 – 5 de abril de 1943           | Makejevka                     | Bf 109G             |
| 5 de abril de 1943 – abril de 1943                  | Kertsch                       | Bf 109G             |
| Abril de 1943 – 1 de mayo de 1943                   | Anapa                         | Bf 109G             |
| 2 de mayo de 1943 – 7 de mayo de 1943               | Charkov-Roganj                | Bf 109G             |
| 7 de mayo de 1943 – 16 de mayo de 1943              | Anapa                         | Bf 109G             |
| 16 de mayo de 1943 – 4 de julio de 1943             | Varvárovka                    | Bf 109G             |
| 4 de julio de 1943 – 11 de agosto de 1943           | Charkov-Roganj                | Bf 109G             |
| 12 de agosto de 1943 – 12 de septiembre de 1943     | Uetersen                      | Bf 109G-6           |
| 12 de septiembre de 1943 – 13 de diciembre de 1943  | Ámsterdam-Schiphol            | Bf 109G-6           |
| 14 de diciembre de 1943 – 25 de diciembre de 1943   | Volkel                        | Bf 109G             |
| 25 de diciembre de 1943 – 26 de febrero de 1944     | Rotenburg                     | Bf 109G             |
| 26 de febrero de 1944 – 1 de marzo de 1944          | Ludwigslust                   | Bf 109G             |
| 1 de marzo de 1944 – 7 de junio de 1944             | Gardelegen***                 | Bf 109G             |
| 7 de junio de 1944 – 17 de junio de 1944            | Evreux                        | Bf 109G             |
| 17 de junio de 1944 – 25 de junio de 1944           | Evreuz-Fauville               | Bf 109G             |
| 25 de junio de 1944 – 29 de junio de 1944           | Guyancourt                    | Bf 109G             |
| 30 de junio de 1944 – 10 de agosto de 1944          | Nogent-le-Roi                 | Bf 109G             |
| 10 de agosto de 1942 – 22 de agosto de 1944         | Athis (F-51150, sur de Reims) | Bf 109G             |
| Agosto de 1944 – 10 de octubre de 1944              | Ziegenhain                    | Bf 109G             |
| 10 de octubre de 1944 – 20 de febrero de 1945       | Alperstedt                    | Bf 109G & Bf 109K   |
| 20 de febrero de 1945 – 30 de abril de 1945         | Garz                          | Bf 109G & Bf 109K   |
| 30 de abril de 1945 – 3 de mayo de 1945             | Püttnitz                      | Bf 109G & Bf 109K   |
| 3 de mayo de 1945 – 8 de mayo de 1945               | Leck                          | Bf 109G & Bf 109K   |

1.- *6° Escuadra/3° Escuadra de Caza en Martuba el 7 de abril de 1942 – 26 de abril de 1942.

2.- **Parte del II Grupo/3° Escuadra de Caza con sede en Pitomnik (Escuadra de Defensa de Aeródromo) el 12 de diciembre de 1942 – 17 de enero de 1943.

3.- ***Destacamento en Sachau el 27 de abril de 1944 – 7 de junio de 1944.

## Comandantes de Escuadra
- Capitán Walter Kienitz – (1 de marzo de 1940 – 31 de agosto de 1940)
- Capitán Wilhelm Baltasar – (1 de septiembre de 1940 – 10 de noviembre de 1940)
- Capitán Walter Oesau – (11 de noviembre de 1940 – 28 de julio de 1941)
- Capitán Werner Andres – (1 de agosto de 1941 – 12 de mayo de 1942)
- Teniente Herbert Kijewski (suplente) – (1 de septiembre de 1941 – 23 de noviembre de 1941)
- Mayor Karl-Heinz Greisert – (18 de mayo de 1942 – 22 de julio de 1942)
- Mayor Wolfgang Ewald – (23 de julio de 1942 – 14 de julio de 1943)
- Mayor Walther Dahl – (20 de julio de 1943 – 20 de mayo de 1944)
- Mayor Karl-Heinz Langer – (21 de mayo de 1944 – 8 de mayo de 1945)

## Pilotos de la Escuadra
- Capitán Walter Kienitz voló su Bf 109E-4 <<+I, 1940.
- Teniente Egon Troha voló su Bf 109E-4 <+I, 1940, como Teniente coronel voló su Bf 109E-4 5+I, estrellándose en Shepherdswell, Kent el 29 de octubre de 1940.
- Capitán Wilhelm Baltasar voló su Bf 109E-4 1+I, 27 de septiembre de 1940, voló su Bf 109E-4 <<+I, 1941.
- Capitán Walter Oesau voló un Bf 109E-4 y Bf 109F-2 <<+I, 1941.
- Capitán Werner Andres voló su Bf 109F <<+I, 1942.
- Technischer Offizier Detlev Rohwer voló su Bf 109F <O+, 1942.
- Teniente coronel Herbert Kijewski voló su Bf 109F-4 <<+I, 1942.
- Teniente coronel Viktor Bauer voló su Bf 109F-4 7+I, 1942, en 1943 voló un Bf 109G 7+I “Ellen”.
- Mayor Wolfgang Ewald voló su Bf 109G <<+I, 1943.
- Oberfeldwebel Eberhard von Boremski voló su Bf 109G 4+I, 1943.
- Capitán Walther Dahl voló su Bf 109G <<+I, 1943.
- Capitán Karl-Heinz Langer voló su Bf 109G-6/R-6 1+I, 1944.
- Capitán Wilhelm Lemke voló su Bf 109G-6/R-6 7+I, 1944.
- Sargento Hennig voló su Bf 109G-14 <+I (diciembre en Switzerland).
- Unteroffizier Martin Deskau voló su Bf 109G-14 1+I, 1945.
- Sargento Strebel voló su Bf 109G-14 4+I “Ingeborg”, 1945.

Formada el 1 de marzo de 1940 en Jena con:
- Grupo de Estado Mayor/III Grupo/3° Escuadra de Caza/Nuevo
- 7° Escuadra/3° Escuadra de Caza/Nuevo
- 8° Escuadra/3° Escuadra de Caza/Nuevo
- 9° Escuadra/3° Escuadra de Caza/Nuevo

La 7° Escuadra/3° Escuadra de Caza fue disuelta temporalmente entre agosto de 1942 y febrero de 1943.
El 15 de agosto de 1944 es incrementada a una 4° Escuadra:
- 9° Escuadra/3° Escuadra de Caza/Sin alterar
- 10° Escuadra/3° Escuadra de Caza desde la antigua 7° Escuadra/3° Escuadra de Caza
- 11° Escuadra/3° Escuadra de Caza desde la antigua 8° Escuadra/3° Escuadra de Caza
- 12° Escuadra/3° Escuadra de Caza desde la 7° Escuadra/52° Escuadra de Caza

La 12° Escuadra/3° Escuadra de Caza fue disuelta el 15 de marzo de 1945, y el Grupo ahora solo mantiene su 3 escuadras.

## Bases
| 1 de marzo de 1940 – 28 de marzo de 1940            | Jena-Rödigen                              | Bf 109E-4             |
| 28 de marzo de 1940 – 10 de abril de 1940           | Detmold                                   | Bf 109E-4             |
| 10 de abril de 1940 – 12 de mayo de 1940            | Hopsten                                   | Bf 109E-4             |
| 12 de mayo de 1940 – 13 de mayo de 1940             | Wesel                                     | Bf 109E-4             |
| 13 de mayo de 1940 – 18 de mayo de 1940             | Mönchen-Gladbach                          | Bf 109E-4             |
| 18 de mayo de 1940 – 22 de mayo de 1940             | St. Trond                                 | Bf 109E-4             |
| 22 de mayo de 1940 – 25 de mayo de 1940             | Charleroi-Gosslies                        | Bf 109E-4             |
| 25 de mayo de 1940 – 2 de junio de 1940             | Maubeuge                                  | Bf 109E-4             |
| 2 de junio de 1940 – 13 de junio de 1940            | Valheureux-Ost                            | Bf 109E-4             |
| 13 de junio de 1940 – 17 de junio de 1940           | Saussay-la-Champagne                      | Bf 109E-4             |
| 17 de junio de 1940 – 20 de junio de 1940           | Brezolles                                 | Bf 109E-4             |
| 20 de junio de 1940 – 24 de junio de 1940           | Le Mans                                   | Bf 109E-4             |
| 24 de junio de 1940 – 12 de julio de 1940           | Poix                                      | Bf 109E-4             |
| 26 de junio de 1940 – 28 de junio de 1940           | Utrecht                                   | Bf 109E-4             |
| 28 de junio de 1940 – 2 de julio de 1940            | Baromesnil                                | Bf 109E-4             |
| 2 de julio de 1940 – 20 de julio de 1940            | Guînes                                    | Bf 109E-4             |
| 21 de julio de 1940 – 8 de agosto de 1940           | Dortmund*                                 | Bf 109E-4             |
| 8 de agosto de 1940 – 16 de febrero de 1941         | Desvres                                   | Bf 109E-4             |
| 16 de febrero de 1941 – 5 de mayo de 1941           | Gütersloh                                 | Bf 109E-4 & Bf 109F-2 |
| 5 de mayo de 1941 – 10 de junio de 1941             | Lillers (Auchy-au-Bois)                   | Bf 109F-2             |
| 1941                                                | Rusia                                     | Bf 109F-4             |
| 11 de junio de 1941 – 26 de junio de 1941           | Moderovka                                 | Bf 109F-4             |
| 26 de junio de 1941 – 30 de junio de 1941           | Hostynne                                  | Bf 109F               |
| 30 de junio de 1941 – 2 de julio de 1941            | Luzk                                      | Bf 109F               |
| 2 de julio de 1941 – 6 de julio de 1941             | Hostynne                                  | Bf 109F               |
| 6 de julio de 1941 – 21 de julio de 1941            | Polonnoje                                 | Bf 109F               |
| 22 de julio de 1941 – 2 de septiembre de 1941       | Bjelaja Zerkov                            | Bf 109F               |
| 2 de septiembre de 1941 – 19 de septiembre de 1941  | Alexandrija                               | Bf 109F               |
| 17 de septiembre de 1941 – 28 de septiembre de 1941 | Pirogi                                    | Bf 109F               |
| 28 de septiembre de 1941 – 2 de octubre de 1941     | Konotop                                   | Bf 109F               |
| 2 de octubre de 1941 – 4 de octubre de 1941         | Gluchov                                   | Bf 109F               |
| 4 de octubre de 1941 – 8 de octubre de 1941         | Sjevsk                                    | Bf 109F               |
| 8 de octubre de 1941 – 6 de noviembre de 1941       | Orel                                      | Bf 109F               |
| 7 de noviembre de 1941 – 7 de enero de 1942         | Mannheim-Sandhofen                        | Bf 109F               |
| 10 de enero de 1942 – 26 de enero de 1942           | Bari (Italia)                             | Bf 109F               |
| 27 de enero de 1942 – 10 de febrero de 1942         | Jesau                                     | Bf 109F               |
| 10 de febrero de 1942 – 14 de abril de 1942         | Szolzy                                    | Bf 109F               |
| 14 de abril de 1942 – 20 de mayo de 1942            | Wiesbaden-Erbenheim                       | Bf 109F               |
| Marzo de 1942                                       | Szolzy                                    | Bf 109F-4             |
| 20 de mayo de 1942 – 31 de mayo de 1942             | Tschugujev, Crimea                        | Bf 109F-4/Trop        |
| 31 de mayo de 1942 – 24 de junio de 1942            | Oktoberfeld (Crimea)**                    | Bf 109F               |
| 24 de junio de 1942 – 4 de julio de 1942            | Schtschigry                               | Bf 109F               |
| 4 de julio de 1942 – 10 de julio de 1942            | Gortschetnoje                             | Bf 109F               |
| 10 de julio de 1942 – 15 de julio de 1942           | Marijevka                                 | Bf 109F               |
| 15 de julio de 1942 – 20 de julio de 1942           | Millerovo                                 | Bf 109F               |
| 20 de julio de 1942 – 27 de julio de 1942           | Novy Cholan                               | Bf 109F               |
| 27 de julio de 1942 – 10 de agosto de 1942          | Frolov                                    | Bf 109F               |
| 10 de agosto de 1942 – 10 de septiembre de 1942     | Tusov                                     | Bf 109F               |
| 10 de septiembre de 1942 – 22 de noviembre de 1942  | Pitomnik                                  | Bf 109F & Bf 109G     |
| 22 de noviembre de 1942 – 28 de noviembre de 1942   | Oblivskaja                                | Bf 109F & Bf 109G     |
| 28 de noviembre de 1942 – 23 de diciembre de 1942   | Morosovskaja-West                         | Bf 109F & Bf 109G     |
| 23 de diciembre de 1942 – 3 de enero de 1943        | Morosovskaja-Süd                          | Bf 109G               |
| 3 de enero de 1943 – 8 de enero de 1943             | Tazinskaja                                | Bf 109G               |
| 8 de enero de 1943 – 25 de enero de 1943            | Schachty                                  | Bf 109G               |
| 25 de enero de 1943 – 5 de febrero de 1943          | Gorlovka                                  | Bf 109G               |
| 8 de febrero de 1943 – 20 de febrero de 1943        | Makejevka                                 | Bf 109G               |
| 20 de febrero de 1943 – 27 de febrero de 1943       | Saporoshje-Süd                            | Bf 109G               |
| 27 de febrero de 1943 – 5 de abril de 1943          | Pavlograd                                 | Bf 109G               |
| 5 de abril de 1943 – 26 de abril de 1943            | Kertsch IV                                | Bf 109G               |
| 26 de abril de 1943 – 19 de mayo de 1943            | Kramatorskaja                             | Bf 109G               |
| 20 de mayo de 1943 – julio de 1943                  | Feldflugplatz "Uhu"                       | Bf 109G               |
| Julio de 1943 – 15 de julio de 1943                 | Bessonovka                                | Bf 109G               |
| 15 de julio de 1943 – 28 de julio de 1943           | Feldflugplatz "Uhu"                       | Bf 109G               |
| 28 de julio de 1943 – 1 de agosto de 1943           | Makejevka                                 | Bf 109G               |
| 3 de agosto de 1943 – 23 de agosto de 1943          | Münster-Handorf                           | Bf 109G               |
| 23 de agosto de 1943 – 25 de agosto de 1943         | Neuburg/Donau                             | Bf 109G               |
| 25 de agosto de 1943 – 18 de febrero de 1944        | Bad Wörishofen                            | Bf 109G-6/R-6         |
| 18 de febrero de 1944 – 12 de abril de 1944         | Leipheim                                  | Bf 109G-6/R-6         |
| 12 de abril de 1944 – 20 de mayo de 1944            | Bad Wörishofen                            | Bf 109G-6/R-6         |
| 20 de mayo de 1944 – 6 de junio de 1944             | Ansbach                                   | Bf 109G-14            |
| 7 de junio de 1944 – 9 de junio de 1944             | St. André de l'Eure                       | Bf 109G-14            |
| 9 de junio de 1944 – 12 de junio de 1944            | Marcilly                                  | Bf 109G-14            |
| 12 de junio de 1944 – 8 de julio de 1944            | Francheville***                           | Bf 109G-14            |
| 9 de julio de 1944 – 10 de agosto de 1944           | Feldflugplatz C (Sudeste de Chartres)**** | Bf 109G-14            |
| 10 de agosto de 1944 – 27 de agosto de 1944         | Chalons sur Mer                           | Bf 109G-14            |
| 27 de agosto de 1944 – 31 de agosto de 1944         | Senon (cerca de Verdun)                   | Bf 109G-14            |
| 1 de septiembre de 1944 – 11 de septiembre de 1944  | Limburg                                   | Bf 109G-14            |
| 11 de septiembre de 1944 – 22 de septiembre de 1944 | Wittenweier                               | Bf 109G-14            |
| Septiembre de 1944 – 24 de noviembre de 1944        | Esperstedt                                | Bf 109G-14            |
| 24 de noviembre de 1944 – 15 de diciembre de 1944   | Schachten                                 | Bf 109G-14            |
| 16 de diciembre de 1944 – 22 de enero de 1945       | Bad Lippspringe                           | Bf 109G & Bf 109K-4   |
| 23 de enero de 1945 – 27 de enero de 1945           | Märkisch Friedland                        | Bf 109G & Bf 109K-4   |
| 27 de enero de 1945 – 29 de enero de 1945           | Gabbert                                   | Bf 109G & Bf 109K-4   |
| 29 de enero de 1945 – 15 de febrero de 1945         | Stettin-Altdamm                           | Bf 109G & Bf 109K-4   |
| 15 de febrero de 1945 – 16 de abril de 1945         | Pasewalk/Franzfelde                       | Bf 109G & Bf 109K-4   |
| 16 de abril de 1945 – 21 de abril de 1945           | Finkov                                    | Bf 109G & Bf 109K-4   |
| 21 de abril de 1945 – 26 de abril de 1945           | Pasewalk/Franzfelde                       | Bf 109G & Bf 109K-4   |
| 26 de abril de 1945 – 28 de abril de 1945           | Demmin                                    | Bf 109G & Bf 109K-4   |
| 28 de abril de 1945 – 30 de abril de 1945           | Pütnitz                                   | Bf 109G & Bf 109K-4   |
| 30 de abril de 1945 – 8 de mayo de 1945             | Leck                                      | Bf 109G & Bf 109K-4   |

1.- *2° Escuadra en Bönninghardt.

2.- **8° Escuadra y 9° Escuadra/3° Escuadra de Caza permaneció en Tschugujev el 24 de junio de 1942.

3.- ***7° Escuadra y 9° Escuadra/3° Escuadra de Caza en Le Coudray (29 de junio de 1944 – 8 de julio de 1944).

4.- ****Sudeste de Chartres.

Nota: Ahora la cubierta repintadas (1940).

Nota: Septiembre de 1943 permanece el color blanco en el alerón trasero “Reichverteidigung”.

Nota: abril de 1944 ahora con la banda blanca debajo del fuselaje “Reichverteidigung”.

## Comandantes de Escuadra
- Mayor Franz Beyer – (1 de junio de 1943 – 11 de febrero de 1944)
- Capitán Heinz Lang (suplente) – (11 de febrero de 1944 – 26 de febrero de 1944)
- Mayor Friedrich-Karl Müller – (26 de febrero de 1944 – 11 de abril de 1944)
- Capitán Heinz Lang (suplente) – (11 de abril de 1944 – 18 de abril de 1944)
- Mayor Wilhelm Moritz – (18 de abril de 1944 – 5 de diciembre de 1944)
- Capitán Hubert-York Weydenhammer – (5 de diciembre de 1944 – 25 de diciembre de 1944)
- Mayor Erwin Bacsila – (5 de enero de 1945 – 17 de febrero de 1945)
- Teniente Oskar “Ossi” Romm – (17 de febrero de 1945 – 25 de abril de 1945)
- Capitán Gerhard Okay – (25 de abril de 1945 – 27 de abril de 1945)
- Capitán Günther Schack – (1 de mayo de 1945 – 8 de mayo de 1945)

## Pilotos de la Escuadra
- Mayor Franz Beyer voló su Bf 109G-6 <<+~, 1943, voló un Bf 109G-6/Trop, voló un Bf 109G-6/R-2/Trop (agosto, Nota: W.Gr.21 tubos) en 1943, muerto en acción en su Bf 109G cerca de Venlo el 11 de febrero de 1944.
- Capitán Heinz Lang voló su Bf 109G <<+~, 1944, voló un Focke-Wulf Fw 190A-8/R-2 <<+~, 1944.
- Mayor Friedrich-Karl Müller voló su Focke-Wulf Fw 190A-8/R-2 <<+~, 1944.
- Mayor Wilhelm Moritz voló su Focke-Wulf Fw 190A-8/R-2 <<+~, Memmingen el 18 de julio de 1944, voló un Focke-Wulf Fw 190A <<+~, 1944, voló Focke-Wulf Fw 190A-8/R-8 <<+~, 1944, voló Focke-Wulf Fw 190A-8/R-7 <<+ (Wk.Nr.681382), realizando su último vuelo en el que fue derribado el 2 de agosto de 1944.
- Unteroffizier Willi Maximowitz voló su Focke-Wulf Fw 190A-8/R-2 8+~, 1944.
- Walther Hagenah voló su Focke-Wulf Fw 190A-8/R-8 12+~, 1944.
- Sargento Willi Unger voló su Focke-Wulf Fw 190A-8/R-8 ?+, 1944 (Derribando 2 Liberators, obteniendo 10 u 11 victorias, en la batalla de Oschersleben el 7 de julio de 1944), voló Focke-Wulf Fw 190A-8/R-7 7+~, (Fue atribuido con 2 B-24 Liberators derribados, but was himself shot down over the Lechtal Alps, parachuting safely), 1944.
- Teniente Hans Weik voló su Focke-Wulf Fw 190A-8/R-2 7+~ (Wk.Nr.680747), Memmingen, julio de 1944).
- Teniente coronel Werner Gerth voló su Focke-Wulf Fw 190A-8/R-2 13+~ (Wk.Nr.682057) (27 victorias “He was shot down 12x himself”), muerto en acción el 2 de noviembre de 1944, needed to bail out again, but `chute failed).
- Unteroffizier Christ (landed safely at Kaufbeuren on 3rd August 1944) (but was shot down and killed less than a fortnight later….).
- Unteroffizier Scholz (Muerto en acción el 3 de agosto de 1944).
- Unteroffiziere Zimkeit (Muerto en acción el 3 de agosto de 1944).
- Capitán Hubert-York Weydenhammer voló su Focke-Wulf Fw 190A <<+~, 1944.
- Mayor Erwin Bacsila voló su Focke-Wulf Fw 190A <<+~, 1945.
- Teniente Oskar “Ossi” Romm voló su Focke-Wulf Fw 190D-9 <<+, 1945.
- Capitán Gerhard Okay voló su Focke-Wulf Fw 190G <<+~, 1945.
- Capitán Günther Schack voló su Focke-Wulf Fw 190G <<+~, 1945, voló un Focke-Wulf Fw 190D-9, 1945.

Formada el 1 de junio de 1943 en Neubiberg con:
- Grupo de Estado Mayor/IV Grupo/3° Escuadra de Caza/Nuevo
- 10° Escuadra/3° Escuadra de Caza/Nuevo
- 11° Escuadra/3° Escuadra de Caza/Nuevo
- 12° Escuadra/3° Escuadra de Caza/Nuevo

El 26 de febrero de 1944 el IV Grupo/3° Escuadra de Caza como IV (Asalto) Grupo/3° Escuadra de Caza.
- Grupo de Estado Mayor/IV Grupo/3° Escuadra de Caza como Grupo de Estado Mayor/IV (Asalto) Grupo/Nuevo
- 10° Escuadra/3° Escuadra de Caza/Nuevo
- 11° Escuadra/3° Escuadra de Caza/Nuevo
- 12° Escuadra/3° Escuadra de Caza/Nuevo

El 15 de abril de 1944 como el IV (Asalto) Grupo/3° Escuadra de Caza. 11° Escuadra/3° Escuadra de Caza fue disuelta el 8 de mayo de 1944, y la nueva 11° Escuadra/3° Escuadra de Caza fue formada desde la 1° Escuadra de Asalto. 
El 10 de agosto de 1944 es incrementada a una 4° Escuadra:
- Grupo de Estado Mayor/3° Escuadra de Caza/Sin alterar
- 13° Escuadra/3° Escuadra de Caza desde la antigua 10° Escuadra/3° Escuadra de Caza
- 14° Escuadra/3° Escuadra de Caza desde la antigua 11° Escuadra/3° Escuadra de Caza
- 15° Escuadra/3° Escuadra de Caza desde la antigua 12° Escuadra/3° Escuadra de Caza
- 16° Escuadra/3° Escuadra de Caza desde la 2° Escuadra/51° Escuadra de Caza

La 16° Escuadra/3° Escuadra de Caza fue disuelta el 10 de marzo de 1945.

## Bases
| 1 de junio de 1943 – 30 de junio de 1943            | Neubiberg                               | Bf 109G-6                          |
| 30 de junio de 1943 – 26 de julio de 1943           | Leverano*                               | Bf 109G-6/Trop                     |
| 26 de julio de 1943 – 20 de septiembre de 1943      | San Severo                              | Bf 109G-6/R-2 Trop                 |
| 20 de septiembre de 1943 – 28 de septiembre de 1943 | Vicenza                                 | Bf 109G                            |
| Septiembre de 1943 – 24 de diciembre de 1943        | Neubiberg                               | Bf 109G                            |
| 24 de diciembre de 1943 – 26 de enero de 1944       | Grimberghen                             | Bf 109G                            |
| 26 de enero de 1944 – 26 de febrero de 1944         | Venlo                                   | Bf 109G                            |
| 26 de febrero de 1944 – 7 de junio de 1944          | Salzwedel                               | Bf 109G & Focke-Wulf Fw 190A-8/R-2 |
| 8 de junio de 1944 – 13 de junio de 1944            | Dreux                                   | Focke-Wulf Fw 190A**               |
| 15 de junio de 1944 – 21 de junio de 1944           | Eisenstadt                              | Focke-Wulf Fw 190A                 |
| 21 de junio de 1944 – 6 de julio de 1944            | Ansbach (Cerca de Nürnberg)             | Focke-Wulf Fw 190A                 |
| 6 de julio de 1944 – 13 de julio de 1944            | Illesheim (D-91471)                     | Focke-Wulf Fw 190A-8/R-8           |
| 13 de julio de 1944 – 20 de julio de 1944           | Memmingen                               | Focke-Wulf Fw 190A-8/R-2           |
| 20 de julio de 1944 – 30 de julio de 1944           | Neu-Ulm/Schwaighofen                    | Focke-Wulf Fw 190A                 |
| 30 de julio de 1944 – 30 de agosto de 1944          | Schongau                                | Focke-Wulf Fw 190A-8/R-7***        |
| 30 de agosto de 1944 – 19 de noviembre de 1944      | Schafstädt (D-06255)                    | Focke-Wulf Fw 190A                 |
| 19 de noviembre de 1944 – 16 de diciembre de 1944   | Störmede (D-59590)                      | Focke-Wulf Fw 190A                 |
| 16 de diciembre de 1944 – 25 de enero de 1945       | Gütersloh                               | Focke-Wulf Fw 190A                 |
| 25 de enero de 1945 – 6 de febrero de 1945          | Burg Stargard (Cerca de Neubrandenburg) | Focke-Wulf Fw 190A                 |
| 6 de febrero de 1945 – 25 de abril de 1945          | Prenzlau                                | Focke-Wulf Fw 190D-9               |
| 25 de abril de 1945 – 26 de abril de 1945           | Tutor                                   | Focke-Wulf Fw 190A                 |
| 26 de abril de 1945 – 28 de abril de 1945           | Greifswald                              | Focke-Wulf Fw 190A                 |
| 28 de abril de 1945 – 30 de abril de 1945           | Richtenberg                             | Focke-Wulf Fw 190A                 |
| 30 de abril de 1945 – 1 de mayo de 1945             | Rerik                                   | Focke-Wulf Fw 190A                 |
| 2 de mayo de 1945 – 8 de mayo de 1945               | Westerland/Sylt                         | Focke-Wulf Fw 190D-9               |

1.- *Mas aeronaves con sede en Ramacca, Sicilia el 12 de julio de 1943 – 15 de julio de 1943.

2.- **Cierre del Soporte Aéreo dentro de Normandia.

3.- *** Con los acontecimientos en Normandia, enfocadas en el 8° Grupo de Bombardeo U.S.A.F., el IV (Asalto) Grupo/3° Escuadra de Caza fue trasladada a Schongau (entre Landsberg y Innsbruck), cerca de la frontera Austriaca, en contra del 15° Grupo de Bombardeo U.S.A.F. en dirección desde Italia sovre los Alpes. Las perdidas fueron enormes, el 2 de agosto de 1944, el capitán Wilhelm Moritz del IV (Asalto) Grupo/3° Escuadra de Caza, siendo el 16.º piloto muerto en acción.

## Escuadra de Cazabombardero/3° Escuadra de Caza
Activada en marzo de 1942 en San Pietro adhiriéndose al II Grupo/3° Escuadra de Caza. Desde abril de 1942 en Martuba con los Bf 109F-2/B, y el 5 de mayo de 1942 es agregado por la 10° Escuadra (Cazabombardero)/27° Escuadra de Caza.

## Comandantes de Escuadra
- Capitán Dr. Albrecht Ochs – (1 de octubre de 1940 – 16 de marzo de 1941)
- Capitán Erwin Neuerburg – (16 de marzo de 1941 – 24 de marzo de 1941)
- Mayor Alfred Müller – (25 de marzo de 1941 – enero de 1942)

Escuadra de Entrenamiento Avanzado/3° Escuadra de Caza fue formada en octubre de 1940 en St. Omer-Wizernes. En abril de 1941 como Grupo de Entrenamiento Avanzado con:
- Grupo de Estado Mayor de Entrenamiento Avanzado/3° Escuadra de Caza
- 1° Escuadra de Entrenamiento Operacional desde la 10° Escuadra/3° Escuadra de Caza*
- 2° Escuadra de Entrenamiento/3° Escuadra de Caza

En enero de 1942 la 1° Escuadra de Entrenamiento Operacional/3° Escuadra de Caza como la 7° Escuadra/5° Escuadra de Caza, y fue reformada.
Disuelta en enero de 1942:
- Grupo de Estado Mayor de Entrenamiento Avanzado/3° Escuadra de Caza como Grupo de Estado Mayor/I Grupo/3° Escuadra de Caza
- 1° Escuadra de Entrenamiento Operacional/3° Escuadra de Caza como la 1° Escuadra/3° Escuadra de Caza
- 2° Escuadra de Entrenamiento como la 1° Escuadra/Grupo de Caza de Entrenamiento Sur

## Bases
| Octubre de 1940 – enero de 1941      | St. Omer-Wizernes          | Bf 109E           |
| Enero de 1941 – abril de 1941        | St. Jean d'Angély/Fontenay | Bf 109E           |
| Abril de 1941 – junio de 1941        | Cracov*                    | Bf 109E           |
| Junio de 1941 – 29 de agosto de 1941 | Ámsterdam-Schiphol**       | Bf 109E           |
| 29 de agosto de 1941 – enero de 1942 | Esbjerg (Dinamarca)***     | Bf 109E & Bf 109F |

1.- *10° Escuadra/3° Escuadra de Caza fue formada en febrero de 1941 en Brombos, y removido hacia Cracov en abril de 1941.

2.- **1° Escuadra/3° Escuadra de Caza de Entrenamiento en Bergen-op-Zee en junio de 1941 – 8 de septiembre de 1941.

3.- ***parte de la 1° Escuadra/3° Escuadra de Caza de Entrenamiento en Rom (Dinamarca) en septiembre de 1941 – 29 de diciembre de 1941.